# Miss Independent
"Miss Independent" är den andra singeln (första i Australien och Storbritannien) från sångerskan Kelly Clarksons debutalbum Thankful.

## Låtinformation
Singeln är skriven av Clarkson, Rhett Lawrence, Matt Morris och Christina Aguilera, och producerad av Lawrence. Singelsläppet skapade vissa diskussioner. Producenten och låtskrivaren till låten, Lawrence, skulle egentligen ge låten till Destiny's Child. Men de spelade aldrig in den, så Aguilera fick låten istället och hon började skriva på låten tillsammans med Lawrence. Lawrence fick snart reda på att Aguilera inte skulle bli klar och använda låten för att hon hade hittat en annan låt i rockstilen som hon föredrog. Två år senare spelade Lawrence låten för Clarkson och senare skrev de klart texten till låten. Producenten blev lättad för han hade länge trott att hans låt skulle bli en hit kombinerad med en bra sångare/sångerska (Destiny's Child, Aguilera, Clarkson). Lawrence var aldrig på något sätt informerad om att spara låten till Aguilera, hon var inte nöjd med att låten blivit given till någon annan och vid något tillfälle var det prat om rättegång. Den låt som Aguilera föredrog två år tidigare var "Fighter", som gavs ut som singel i USA ungefär samtidigt som "Miss Independent", men "Miss Independent" lyckades bättre.

## Musikvideo
Musikvideon till "Miss Independent" visar Clarkson som sjunger på ett party. Vissa tror att den komplicerade handlingen till låten inte är kopplad till videon, videon möttes av en del kritik. En del fans gillade inte heller att Clarkson hade blivit tvungen att ändra sin "girl next door"-image till att bli sexigare för sin första officiella video. Trots sitt förbryllande koncept, spelades låten ändå flitigt på olika musikkanaler.
En annan video gjordes för Storbritannien. I videon framträder Kelly på toppen av en byggnad med skyskrapor i bakgrunden.

## Listplaceringar
| Lista (2002-2003)  | Topplacering |
| ------------------ | ------------ |
| Australien         | 3            |
| Belgien (Flandern) | 9            |
| Nederländerna      | 27           |
| Schweiz            | 44           |
| Sverige            | 25           |
| Österrike          | 39           |

### Fotnoter
1. ↑  Billboard April 26, 2003
2. ↑   Arkiverad 25 september 2004 hämtat från the Wayback Machine. Läst 26 september 2007
3. ↑  ”Listplacering”. http://australian-charts.com/showitem.asp?interpret=Kelly+Clarkson&titel=Miss+Independent&cat=s. Läst 23 maj 2011.
4. ↑  ”Listplacering”. http://www.ultratop.be/nl/showitem.asp?interpret=Kelly+Clarkson&titel=Miss+Independent&cat=s. Läst 23 maj 2011.
5. ↑  ”Listplacering”. http://dutchcharts.nl/showitem.asp?interpret=Kelly+Clarkson&titel=Miss+Independent&cat=s. Läst 23 maj 2011.
6. ↑  ”Listplacering”. http://hitparade.ch/showitem.asp?interpret=Kelly+Clarkson&titel=Miss+Independent&cat=s. Läst 23 maj 2011.
7. ↑  ”Listplacering”. http://swedishcharts.com/showitem.asp?interpret=Kelly+Clarkson&titel=Miss+Independent&cat=s. Läst 23 maj 2011.
8. ↑  ”Listplacering”. http://austriancharts.at/showitem.asp?interpret=Kelly+Clarkson&titel=Miss+Independent&cat=s. Läst 23 maj 2011.